# SS-Ehrendolch
De SS-Ehrendolch (of: SS-Dolch) was een dolk die voornamelijk werd gebruikt ter opsiering van het SS-uniform. Naast de dolk was er ook de SS-Ehrenring en de Ehrendegen des Reichsführers-SS. De uitreiking van deze persoonlijke onderscheiding volgde na een regelgeving die door Heinrich Himmler ontwikkeld was.

## Invoering en uitreiking
Dit ceremonieel wapen werd in december 1933 ingevoerd, en was al een traditie in de Heer, Luftwaffe en Kriegsmarine. Tijdens een ceremoniële plechtigheid ter gelegenheid van de definitieve toetreding als SS-Mann in de Allgemeine-SS, SS-Totenkopfverbände of SS-Verfügungstruppe/Waffen-SS werd de SS-dolk uitgereikt op elke 9e november.
SS-Bewerber (Staffel-Bewerber, Staffel-Junker, Staffel-Anwärter of Staffel-Vollanwärter) waren niet bevoegd tot het dragen van de SS-dolk. De SS-dolk gold voor alle leden van de SS als een persoonlijk wapen bij het ceremonieel uniform van de SS.
De productie van deze SS-Ehrendolch werd in 1940 opgeschort.

## Uiterlijk en styling

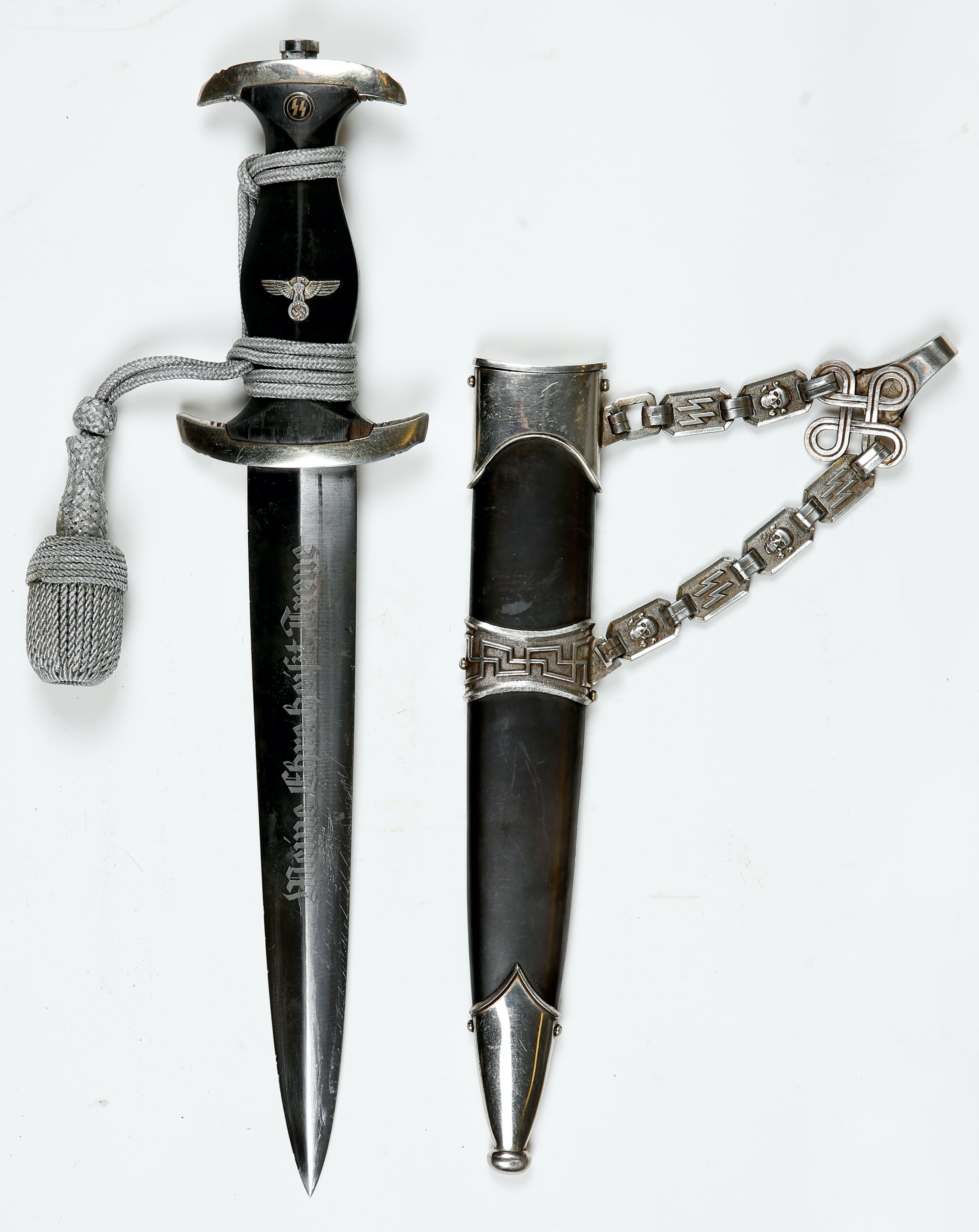
SS-Ehrendolch M-1936

Uiterlijk en styling waren gebaseerd naar een patroon van een Zwitsers dolk uit de 16e eeuw. Het midden van het brede en speervormige lemmet is 33 cm lang, en bezit een duidelijk uitgesproken rand. In het midden van het lemmet werd het motto van de SS: „Meine Ehre heißt Treue“ ingegraveerd.
Knoop en pareerstang waren vernikkeld; de greep is - zoals de schede - zwart met daarin een NSDAP-adelaar en SS-runen in zilver aangebracht. De metalen schede is zwarte glanslak gelakt, en was van boven en van onderen van een verzilverd eindstuk voorzien. De SS-dolk werd in 1933 ingevoerd, en er zijn 3 verschillende vervaardigingen of varianten beschikbaar.
- Vroege productie: 1933 - 1935: fabrikant logo, schede zwart gepolijst, greep uit ebbenhout, pareerstang met een Romeins getal (I-München, II-Dresden en III-Berlijn)
- Middelste productie: 1936 - 1938: fabrikant logo of een fabrikant logo met RZM-nummer (dubbele kenmerken), schede zwart gepolijst of gelakt, geen Romeins getal op de pareerstang
- Late productie: 1938 - 1942: alleen met RZM-nummer, schede zwart gelakt, in de greep een adelaar, overwegend uit aluminium,

## Uitvoering voor de „Alten Kämpfer“
Op 21 juni 1936 werd een andere variant van de dolk ingevoerd. Deze was alleen voorbehouden aan SS-Führern en Unterführern, die vóór 1933 in de Schutzstaffel ingetreden waren. Deze dolk komt in detail overeen met die van 1933, behalve de ketting deze bestond uit SS-runen en doodskoppen. In het midden van de schede is een zilveren band met hakenkruizen aangebracht.
Hooggeplaatste SS-leiders kregen van Himmler een bijzondere versie van deze dolk. Deze hebben de inscriptie „In herzlicher Kameradschaft, H. Himmler“ Daarnaast waren er tal van varianten van deze dolk, die door Himmler persoonlijk uitgereikt werden. Deze geschenkdolken werden uit hoogwaardige materialen gemaakt, en hadden vergulden inscripties. Deze worden, en zijn steeds zeldzamer, mede omdat er maar een paar uitgereikt zijn.

## Draagwijze
De SS-Ehrendolch werd in de regel samen met het zwarte SS-uniform gedragen. Volgens Himmler was de SS'er verplicht, om de dolk ook fysiek tegen iedereen te gebruiken, die de eer van de SS'er had geschonden of de eer van de familie van het SS'er beledigd had. In november 1935 gaf Himmler een order uit, waarin stond: „dat iedere SS-man het recht en de plicht had, om zijn eer met het wapen te verdedigen“ („jeder SS-Mann das Recht und die Pflicht hat, seine Ehre mit der Waffe zu verteidigen“).
Van 15 februari 1943 waren de officieren van de SS ook gerechtigd om deze dolk samen met het veldgrijs te dragen. Hiervoor was het bepaald, dat er om de dolkgreep een portepée uit aluminium geweven was gewikkeld, wat overeenkwam met die van de Wehrmacht-officieren.

## Ontslag
Van 25 januari 1935 moesten leden die uit de SS waren ontslagen hun dolken inleveren, ook al waren het persoonlijke bezittingen die ze zelf hadden betaald. Bij vrijwillige ontslag of normale pensionering mocht het SS-lid de dolk echter behouden en kreeg hij in kwestie een certificaat waarin stond dat hij recht had op het bezit van de dolk.